# 豹紋裸胸鱔
豹紋裸胸鱔，又稱豹紋裸胸鯙、錢鰻、薯鰻、虎鰻，為輻鰭魚綱鰻鱺目鯙亞目鯙科的其中一種，分布於印度太平洋區，從斯里蘭卡至斐濟群島海域及半鹹水域，體長可達150公分，為底棲性魚類，生活在沿海、河口區，屬肉食性，生活習性不明，可作為食用魚。

## 擴展閱讀
維基物種上的相關：豹紋裸胸鱔